# Lysjö landskommun
Lysjö landskommun var en tidigare kommun i dåvarande Älvsborgs län.

## Administrativ historik
Kommunen bildades som storkommun vid kommunreformen 1952 genom sammanläggning av Hillareds landskommun, Ljushults landskommun, Roasjö landskommun och Sexdrega landskommun. Den fick sitt namn från Lysjön.
År 1971 upplöstes kommunen och delades. Huvuddelen kom att ingå i Svenljunga kommun, medan Ljushults församling via tre år i Dalsjöfors kommun 1974 uppgick i Borås kommun.

### Kyrklig tillhörighet
I kyrkligt hänseende tillhörde kommunen församlingarna Hillared, Ljushult, Roasjö och Sexdrega. Sedan 2006 omfattar Sexdrega församling samma område som Lysjö landskommun.

## Geografi
Lysjö landskommun omfattade den 1 januari 1952 en areal av 206,66 km², varav 195,04 km² land.

### Tätorter i kommunen 1960
| Tätort   | Folkmängd |
| -------- | --------- |
| Aplared  | 358       |
| Hillared | 323       |
| Sexdrega | 315       |

Tätortsgraden i kommunen var den 1 november 1960 40,7 procent.

## Politik

### Mandatfördelning i valen 1950-1966
| 10 | 11 | 3 | 11 |

| 35 |

| 11 | 9 | 4 | 11 |

| 32 |

| 11 | 10 | 3 | 11 |

| 32 |

| 12 | 11 | 3 | 9 |

| 31 |

| 10 | 12 | 3 | 10 |

| 35 |